# Черкасов, Сергей Владимирович (геолог)
Сергей Владимирович Черкасов (род. 18 июня 1959, Северодвинск, Архангельская область) — советский и российский геолог, геофизик, доктор технических наук, музейный работник, директор Государственного геологического музея имени В. И. Вернадского РАН в Москве (с 2015), заслуженный геолог РФ.

## Биография
Родился в Северодвинске Архангельской области.
В 1976—1978 годах начал учиться в Московском инженерно-физическом институте. В 1978—1983 годах продолжил учёбу в Московском геолого-разведочном институте, по специальности «Геофизические методы поисков и разведки месторождений редких и радиоактивных элементов», который окончил с квалификацией «Горный инженер-геофизик».
Начал работать в Новодвинской геофизической экспедиции ПГО «Архангельскгеология» ЦНИГРИ.
C 1989 года работал в коммерческих структурах[уточнить].
В 1998 году вернулся в ЦНИГРИ, где в 2000 году защитил диссертацию на соискание ученой степени кандидата геолого-минералогических наук, по теме «Основные элементы глубинного строения Северо-Енисейского и Гонжинского золоторудных районов и региональные критерии прогноза». Был в экспедициях в Архангельской области, на Урале, на Северном Кавказе, в Казахстане и на Дальнем Востоке.
С 2000 года работает в Государственном геологическом музее им. В. И. Вернадского (ГГМ РАН).
В 2004 году организовал создание Российско-французской металлогенической лаборатории (АНО «РФМЛ», учредители — ГГМ РАН и Французская геологическая служба — BRGM).
С 2007 года занимается вопросами, связанными с разведкой и использованием геотермальных ресурсов в России.
С 2015 года — директор ГГМ РАН.
Занимается вопросами геологии полезных ископаемых, геофизики, геотермии, геоинформатики и музейным делом.
В 2021 году защитил диссертацию на соискание ученой степени доктора технических наук «Методологические основы создания и эксплуатации природно-техногенных систем геотермальной энергетики».
Автор и исполнитель авторских песен, поддерживает музыкальное и литературное творчество геологов.

## Награды и звания
- 2009 — Знак «Отличник разведки недр» Министерства природных ресурсов и экологии Российской Федерации.
- 2013 — Знак «Горняцкая Слава 3-й степени» Академии горных наук
- 2015 — Кавалер «Орден Академических пальм» (Франция), за заслуги в образовании и науке
- 2015 — Медаль «За развитие нефтегазового комплекса России» Союза нефтегазопромышленников России
- 2015 — Медаль имени А. Е. Ферсмана «За заслуги в геологии» Российского геологического общества
- 2018 — Почётный член (Honorary Life Member) Международной ассоциации по генезису рудных месторождений (МАГРМ/IAGOD)
- 2020 — Заслуженный геолог Российской Федерации.

## Членство в организациях
- 2002—2016 — член Комиссии по геологической карте Мира при ЮНЕСКО[источник не указан 598 дней]
- 2004—2008 — член совета Комиссии по геологической информации при Международном союзе геологических наук (IUGS).
- 2008—2013 — генеральный секретарь Международной ассоциации по генезису рудных месторождений.[источник не указан 598 дней]